# Оттомар Бета
Оттомар Гайнріх Бета (нім. Ottomar Heinrich Bettziech; 7 лютого 1845, Берлін — 20 лютого 1913, Берлін); — німецький письменник, журналіст і народний антисеміт, син  Гайнріха Бета. Публікувався під псевдонімами Mann aus dem Monde, Aron Halmlos, Caduceus und Maltus II.

## Короткий життєпис
Оттомар Гайнріх Бета був сином  Гайнріха Бета і Францішки Тебесіус (Franziska Thebesius). Через три роки після народження його батько мусив емігрувати до Лондону, а мама приблизно в той же час загубилася у буремних подіях  революції 1848 р. Родичі забрали хлопця до Штеттіна (Щецін) і тільки в 1853 він році переїхав до батька. В Лондоні він ходив у англійську школу, охоче вивчав природничі науки і рано почав працювати лаборантом у професора Гофманна. Одночасно він робив переклади з англійської, які батько редагував і відсилав для публікації в Німеччину. По неділях Оттомар вивчав грецьку та італійську мови. Остання йому стала в пригоді, коли він почав працювати у «Morning Star». Коли у 1862 р. батько був амністований, він повернувся з ним до Німеччини. Через проблеми зі здоров'ям закінчити середню освіту йому не вдалося. Він кинув навчання і працював на дрібній посаді на одній з економі. Дещо зміцнівши, він вирішив продовжити навчання. Спочатку в Галле він вивчав хімію і агротехніку, на наступний навчальний перебрався Лейпцигу, але і тут не завершив навчання, а почав займатися літературною діяльністю. Він спробував себе як автора романів, комедій, новел. Але його справжнім покликанням було соціальне питання. У різних своїх роботах він закидав євреям відповідальність за наслідки індустріалізації і впровадження римського права. Але він не був в організованому русі в складі якоїсь політичної партії, відомо тільки, що він виступив з лекцією на з'їзді німецької партії соціальних реформи (1902). Він був членом «Союзу німецьких народних письменників» (Deutsch-völkische Schriftstellerbund). У 1934 році він був проголошений піонером нацистської земельної політики.

## Вибрані твори
- Schmollis, ein Hundeleben. Albert Schmidt, Berlin 1870 — «Шмоліс, собаче життя»
- Deutschlands Stellung zwischen Russland, England und Amerika. Nach naturphilosophischen Gesichtspunkten. Berlin 1871 — Місце Німеччини між Росією, Англією і Америкою. З природно-філософської точки зору.
- Altmodisch und Modern, oder: Der Oppositionsgeist. Lustspiel in 4 Aufzügen. Dreyer, Berlin 1876 — «Старомодне і Модерн, або: Протилежний дух». Комедія у 4 діях.
- Der bisher verheimlichte Kernpunkt der socialen Frage, oder der Feudalismus als Grundlage constitutioneller Freiheit ueber semitischen und germanischen Socialismus und die Beziehungen der Racen- und Rentenfrage. Offenes Sendschreiben vom Mann aus dem Monde. Zweite Auflage. Leipzig 1876 «Утаємничений досі поворотний пункт соціального питання, або феодалізм як основа конституційної свободи про семітськи й германський соціалізм і про стосункирасового і рентового питань. Відкриті листи Людини з Місяця.
- Darwin, Deutschland und die Juden, oder der Juda-Jesuitismus. Dreiunddreissig Thesen, nebst einer Nachschrift über einen vergessenen Factor der Volkswirthschaft. Zweite Auflage.Berlin 1876. — Дарвін, Німеччина і Євреї, або юдео-єзуїтизм. Тридцять три тези разом з повідомленням про забутий фактор народного господарства»,
- Der bisher verheimlichte Kernpunkt der socialen Frage, oder der Feudalismus als Grundlage constitutioneller Freiheit ueber semitischen und germanischen Socialismus und die Beziehungen der Racen- und Rentenfrage. Offenes Sendschreiben vom Mann aus dem Monde. Leipzig 1876 (O. Beta; Zweite Auflage. Leipzig 1876)
- Unter Unkraut. Roman. 2 Bände. Schlicke, Leipzig 1877 — «Під бур'яном».
- In Liebesbanden. Neue Novellen. Band 1 Optimistische Geschichten. Band 2 Pessimistische Geschichten. Leipzig 1877 — «У життєвих путах. Дев'ять новел». Том 1 «Оптимістичні історії». Том 2. Песимістичні історії.
- Die wirthschaftliche Nothwendigkeit und politische Bedeutung einer deutschen Agrarverfassung für Stadt und Land, und die Ursachen der Abhängigkeit Deutschlands von England. Hugo Voigt, Berlin und Leipzig 1878 — «Господарська необхідність і політичне значення німецької аграрної конституції для міста і села, і причини залежності Німеччині від Англії».
- Det olle Röm'sche Recht — jeht denn det immer noch? Beweis für die wirthschaftliche Nothwendigkeit und politische Bedeutung einer deutschen Agrarverfassung. Hugo Voigt, Berlin 1878 — «зле римське право — тепер все ще воно? Докази господарської необхідності і політичного значення аграрної конституції»
- Im Weltbrande. Romanbeilage des ‚Münchenerfremdenblatt‘. Schuh, München 1880 (2. Aufl. 1886) — "У світовій пожежі. Роман-додаток до «Münchenerfremdenblatt»
- Jeder für Alle. Glossen zur Wirthschaftsreform. George & Fiedler, Berlin 1886 — «Один за всіх. Замітки до господарської реформи».
- Die Kunst, verheiratet und doch glücklich. Strategie und Taktik im Ehekriege. Nach ‚How to be happy though married‘. Hugo Steinitz, Berlin, 1887 — «Мистецтво бути одруженим і щасливим. Стратегія і тактика подружньої війни. За „Як бути щасливим одружившись“
- Die Politik des Unbewussten von Maltus II. Renger, Leipzig 1887 (2. Aufl. von Ottomar Beta. Renger, Leipzig 1891) — „Політика неусвідомленого“ Мальтуса II
- Die Greuel der französischen Revolution. Ihre Naturgeschichte und Pathologie. R. v. Decker's Verlag G. Schenck, Berlin 1889 — „Мерзотність французької революції“.
- Ottomar Beta (Hrsg.): Der Geist Bleichröders und der Geist Friedrichs des Grossen. Eine Nachklang vom Sedantage. Unter schriftlicher Zustimmung von P. Förster und vieler anderer Antisemiten. Thormann & Goetsch (Antisemitische Vereinigung für Norddeutschland), Berlin 1890. — „Дух Бляйхредера і дух Фрідріха Великого. Відгук на дні Седана. З письмової згоди П. Ферстера та інших антисемітів“ Торман & Гетш (Антисемітське об'єднання для Північної Німеччини»).
- Warum? Warum liegen wir Deutsche in den Ketten der Schuldknechtschaft? Nach einem Vortrage über Real- und Personal-Credit. Deutsch-Sozialer Antisemitischer Verein für Berlin und Umgebung, Berlin 1892 — «Чому? Чому ми німці лежимо і ланцюгах боргового рабства». За доповіддю пр реальний і персональний кредит.
- Die Rache ist mein. Roman. Deutsche Verlags-Anstalt, Stuttgart, Leipzig, Berlin, Wien 1893 — «Мені відплата».
- Barbarossas Botschaft. Satirisches Epos. Druck und Verlag der Buchdruckerei für Handel und Gewerbe, Berlin 1896 «Посольство Барбароси. Сатиричний епос».
- Einiges Interessantes aus meinen Gesprächen mit Theodor Fontane. I und II. In: Deutsche Warte, Berlin Nr. 272 B vom 4. Oktober 1898. Morgenblatt S. 3; Nr. 276 B vom 6. Oktober 1898, Morgenblatt, S. 3 — «Дещо цікаве з моєї розмови з Теодором Фонтане.
- Gesunde Großstädte gesunde Kapitalbildung. Sonderdruck aus Deutschlands Verjüngung. Verlag von J. Harrwitz Nachfolger, Berlin 1900, S. 104 139 — „Здорові великі міста — здорова капітальна будівля“
- Zur Palästinareise des Kaisers. Berlin 1900 — „До подорожі кайзера в Палестину“
- Deutschlands Verjüngung. Zur Theorie und Geschichte der Reform des Boden- und Creditrechts. Heft 1 bis 10. Verlag von J. Harrwitz Nachfolger, Berlin 1900—1091 — „Німецьке омолодження. До теорії та історії реформ земельного та кредитного права“.
- Die andere Ehe als Quelle seelischer und sozialer Erkenntnis. Keil, Rudolstadt 1904 — Другий шлюб як джерело духовного і соціального пізнання!
- Der Schlüssel zu Goethe's Faust. 2. Aufl., Leipzig. Hammer-Verlag, Leipzig; Theodor Fritsch. 1915 — „Ключ до Фауста Гете“.
- Deutscher Recht. Verlag'des vaterländischen Schriften Verbandes, Berlin 1911 — „Німецьке право“ Видання вітчизняного союзу письменників»